# Soad Hosny
Souad Hosny (in arabo سعاد حسني‎?, Suʾād Ḥosnī), all'anagrafe Su'ad Mohammed Mahmud Hosni Amin al-Baba (Il Cairo, 26 gennaio 1943 – Londra, 21 giugno 2001) è stata un'attrice e cantante egiziana conosciuta come la "Cenerentola del cinema arabo".

## Biografia
Soad Hosny nacque in un'importante famiglia artistica; suo padre, il damasceno Mohammad Hosni, era un calligrafo di fama internazionale, mentre i suoi fratelli Ezz Eddin Hosni e Sami Amin erano rispettivamente un compositore e un violoncellista e sua sorella maggiore è la cantante Nagat El-Saghira.
Ebbe una vita amorosa tumultuosa e si dice che sia stata segretamente sposata con il celebre cantante Abd el-Halim Hafez per sei anni.
Morì nel 2001 a Londra dopo essere caduta dal sesto piano della casa in cui viveva. Ai suoi funerali parteciparono oltre 10.000 persone.

## Carriera
È considerata una delle più importanti attrici del cinema vicino-orientale, avendo partecipato a più di ottanta film tra il 1959 e il 1991.

## Filmografia parziale

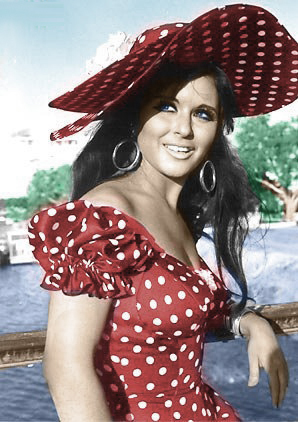
Najat negli anni '70

Molti dei film nei quali ha recitato fanno parte dei 100 film più importanti del cinema arabo:
- Hasan wa Naimah, regia di Henry Barakat (1959)
- El banat waal saif, regia di Fatin Abdel Wahab, Salah Abu Seif e Ezz El Dine Zulficar (1960)
- Mal wa Nesa, regia di Hasan El-Emam (1960)
- Mawed fe Elborg, regia di Ezz El Dine Zulficar (1962)
- El sahera el saghira, regia di Neyazi Mustafa (1963)
- Lel Regal Fakat, regia di Mahmoud Zulfikar (1965)
- Al-Kahira thalatin, regia di Salah Abu Seif (1966)
- Nar Al-Hob, regia di Frank Agrama (1968)
- Zawgaty wal kalb, regia di Said Marzouk (1971)
- Al-nass wal Nil, regia di Yusuf Shahin (1972)
- Khally ballak men ZouZou, regia di Hasan El-Emam (1972)
- Al karnak, regia di Ali Badr Khan (1975)
- Chafika et Metwal, regia di Ali Badr Khan (1979)
- Al Qadisiyya, regia di Salah Abu Seif (1981)
- Al-gough, regia di Ali Badr Khan (1986)
- El Daraga El Talta, regia di Sharif Arafah (1988)